# 팻 라일리 배스킷볼
《팻 라일리 배스킷볼》(Pat Riley Basketball)은 1990년 미국에서 발매된 세가 제네시스와 마스터 시스템용 농구 경기 게임이다. 게임 이름에 포함되어 있는 '팻 라일리'는 LA 레이커스의 코치이던 팻 라일리에서 따온 것이다. 두 가지 모드가 있으며, 여덟 개의 팀들 중에서 하나를 선택해 플레이할 수 있다.
이 게임은 미국에서 세가 제네시스를 구입할 때 본체와 같이 무료로 제공되었다. 본체를 구입하지 않으면 별도로 US$ 19.99를 지불하고 구입할 수 있었다.
게임플레이는 일반적인 농구 경기처럼 4개의 쿼터가 있으며 플레이어는 쿼터당 플레이 시간을 조정할 수 있다. (5분, 12분 또는 20분) 게임은 최대 2명까지 플레이할 수 있다.

## 평가
| 평가                                         |        |
| -------------------------------------------- | ------ |
| 평론 점수 평론사 점수 올게임 게임스팟 3.5/10 |        |
| 평론 점수                                    |        |
| 평론사                                       | 점수   |
| 올게임                                       | 2/별   |
| 게임스팟                                     | 3.5/10 |